# 서계서원 (대구)
서계서원(西溪書院)은 대한민국 대구광역시 북구 서변동에 있는 서원이다.

## 개요
조선 정조때 오천 이문화공의 학문과 덕행을 추모 및 순조 원년에 임진왜란 의병장인 태암 이주를 추가로 배향하였다.